# Texelse Courant

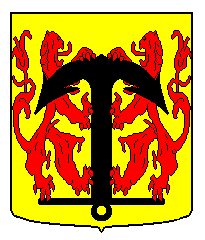
Het wapen van Texel, ook het logo van de Texelse Courant

De Texelse Courant (ook wel De Tesselaar, voorheen in de oude spelling de Texelsche Courant) is een regionale krant die verschijnt op Texel, maar waarop ook buiten Texel, of zelfs buiten Nederland een abonnement kan worden genomen.
De krant is opgericht op 15 september 1887. De krant bericht over nieuws van het eiland, maar ook een reportage over voor Texel belangrijke zaken op de vaste wal wordt niet geschuwd. De krant is een uitgave van (voorheen) Uitgeverij Langeveld en de Rooij en verschijnt tweemaal per week, op dinsdag en vrijdag. De krant is in Nederland bijna uniek, het is samen met onder andere de Meppeler Courant nog een van de weinige zelfstandige regionale nieuwsbladen. Sinds 2006 is de krant ook gratis digitaal beschikbaar.

## Motto
Al sinds jaar en dag voert de krant het motto van Texel; Groen Zwart - Texels in het hart op de voorpagina. Dit verwijst naar de regionale kleuren van Texel, die onder andere terug te zien zijn op de vlag van Texel.